# Topcoder
Topcoder（トップコーダー）は、「競技プログラミング」と呼ばれるコンピュータープログラムのコンテストおよびソフトウェア開発のクラウドソーシングを行うサービスである。
運営会社のトップコーダー社は2001年創立。2013年に、クラウドコンピューティング環境向けのコンサルテーション事業を行う米アピリオ社に買収された。

## 詳細
競技プログラミングでは、参加者同士に同一のプログラミングの問題を出題し、より早く最適解を出すプログラムを記述することを競う。ユーザーは過去の成績に応じてレーティングと色で区別され、中でも「レッドコーダー」と呼ばれる高レーティングのユーザーは、サイト内外でプログラマーとして一目置かれる存在になっている。
クラウドソーシングでは、GoogleやFacebook、NASAといったアピリオ社の顧客企業のシステム開発や、トップコーダーの運営システム自体の改修が行われる。デザイン、システム開発とも期日と賞金が明記されたコンテスト形式で実施され、支払い基準（上位3人など）を満たした参加者のみに賞金が支払われる。
トップコーダー社のある米サンフランシスコでは年に一回「Topcoder Open（TCO）」と呼ばれるイベントが開催され、数日間に渡り参加者が会場にてプログラミングやデザインの腕を競う。